# Парижский мирный договор (1801)
Парижский мирный договор 1801 года — мирный договор подписанный между Россией и Францией 18 вандемьера X года республики (28 сентября (10 октября) 1801 года) в Париже русским послом графом А. И. Морковым и министром иностранных дел Франции Талейраном. Договор официально завершил участие России в войне Второй коалиции.

## Предпосылки к договору
Недовольный своими союзниками — Англией и Австрией, русский император Павел I отозвал русские войска, действовавшие против французов, фактически выведя Россию из состава второй антифранцузской коалиции. Первый консул Франции Наполеон Бонапарт, стремившийся приобрести в лице России союзника против Англии, завязал с Павлом I переговоры о мире и союзе. Смерть Павла разрушила надежды Наполеона на союз с Россией, но преемник Павла Александр I продолжил переговоры с Францией о мире.

## Условия договора
Парижский мирный договор провозглашал мир и дружбу между Францией и Россией (ст. 1), взаимно обязавшимися не помогать внешним и внутренним врагам другой стороны и отказывать в покровительстве тем своим подданным, которые стали бы вести враждебную деятельность в дружественной стране (ст. 2 и 3). Торговые отношения между обоими государствами впредь до заключения нового договора восстанавливались на ранее существовавших основаниях (ст. 5).
Основным и наиболее важным актом являлась секретная конвенция о делах Европы. Франция и Россия обязались действовать сообща в вопросе вознаграждения германских князей, лишившихся по Люневильскому мирному договору 1801 года владений на левом берегу Рейна, за счёт секуляризации церковных владений. При этом обе стороны условились по возможности не допускать крупных перемен в Германской империи и сохранять равновесие между Австрией и Пруссией (ст. 1). Бавария и Вюртемберг, находившиеся под покровительством России, должны были получить соответствующие компенсации за свои территориальные потери. Обе стороны договорились также действовать в согласии при урегулировании политических дел Италии и папского престола (ст. 2).
Французское правительство обязалось сохранить неприкосновенность неаполитанских владений и немедленно после решения судьбы Египта признать нейтралитет Неаполитанского королевства и вывести из него французские войска (ст. 4 и 5). В отношении Сардинского королевства (Пьемонта) Франция ограничилась неопределённым обязательством «заняться дружески и доброжелательно, в согласии с Россией, интересами короля Сардинии, поскольку это возможно по настоящему положению вещей» (ст. 6).
Обе державы признали независимость и конституцию республики Семи (Ионических) островов, причём Россия обязалась вывести оттуда свои войска (ст. 9).
Россия принимала на себя посредничество в заключении мира между Францией и Турцией и обещала ходатайствовать в Константинополе об освобождении французских пленных (ст. 3 и 10).
Одна из статей конвенции, направленная против Англии, возлагала на Россию и Францию обязательство действовать совместно в целях «восстановления равновесия» в различных частях света и обеспечения свободы мореплавания.

## Последствия договора
Обе стороны не были удовлетворены подписанным договором. России не удалось добиться вывода французских войск из Италии и сохранить за собой первенствующее влияние в делах Германской империи. Во Франции договор рассматривали как «узы, наложенные на Францию».
Уклонение французского правительства от выполнения обязательств, касавшихся Италии, и его односторонние действия в Германии вызывали всё большее охлаждение между Парижем и Петербургом. Александр I, настороженно следивший за действиями Наполеона, склонялся на предложения Англии о союзе против Франции, чтобы положить предел её экспансии в Европе. В 1804 году произошёл разрыв франко-русских дипломатических отношений, а затем Россия вступила в третью антифранцузскую коалицию.